# Timandra extremaria
Timandra extremaria là một loài bướm đêm trong họ Geometridae.